# Битка код Брдице
Брдица или Бердица (алб. Bērdica) је село и утврђени положај у спољном утврђеном појасу скадарске тврђаве, познато по борбама током Првог балканског рата између Срба и Турака. Налази се око 4 километра јужно од Скадра између ријека Дрињаче и Бојане.
У фебруару 1913. Брдицу су напале српске Приморске трупе. Ово је замишљено да би се помогао напад Црногораца на Бардањолт. Турска одбрана је имала 4 батаљона низама и редифа, са око 20 артиљеријских оруђа. Прилаз је био врло тежак због непроходног мочварног земљишта.
Срби су почели са нападима 8. фебруара. Читав тај и идући дан су вођене тешке борбе, али положај није заузет. Српски губици су били око 1000 мртвих, рањених и несталих, па су даљи напади прекинути до доласка појачања.
Кад су појачања стигла, дошло је до одлуке великих сила да Скадар припадне новоформираној Албанији. Због овога се одустало од даљих напада на Брдицу.